# 福井県道131号勝山停車場線
福井県道131号勝山停車場線（ふくいけんどう131ごう かつやまていしゃじょうせん）は福井県勝山市内の県道および駅と集落を結ぶ一般県道である。

## 概要
始点の勝山駅から九頭竜川を渡り、国道157号と接続する長山交差点に至る県道である。

### 路線データ
- 起点：勝山市遅羽町比島 勝山駅前
- 終点：同市長山町 長山交差点
- 延長：2,302m

## 地理

### 通過する自治体
- 福井県勝山市

### 接続道路
- 福井県道168号藤巻下荒井線（勝山市遅羽町比島・勝山停車場、起点 -＜重複＞- 同市遅羽町比島・勝山橋西詰交差点）
- 福井県道17号勝山丸岡線（勝山市沢町二丁目・沢町交差点）
- 福井県道261号滝波長山線（勝山市長山町・長山町交差点、終点）
- 国道157号（勝山市長山町・長山町交差点、終点）

### 沿線
- えちぜん鉄道勝山永平寺線 勝山駅